# Jos van Manen Pieters
Jos van Manen Pieters (Zaandam, 21 mars 1930-Ede, 1er février 2015) est une femme de lettres néerlandaise. Elle gagna le prix Athos (nl) en 1965.

## Biographie
Elle écrivit une trentaine de livres, dans lesquels elle n'hésitait pas à aborder des sujets sensibles comme l'inceste. Sa série à succès Tuinfluitertrilogie est apparue à partir de 1955 et a été réimprimée de nombreuses fois.